# Spring Byington
Spring Byington (ur. 17 października 1886 w Colorado Springs, zm. 7 września 1971 w Los Angeles) – amerykańska aktorka, nominowana do Oscara za rolę drugoplanową w filmie Cieszmy się życiem.

## Filmografia
- 1933: Małe kobietki jako Marmee March
- 1935: Wilkołak z Londynu jako Ettie Coombes
- 1935: Bunt na Bounty jako pani Byam
- 1936: Dodsworth jako Matey Pearson
- 1936: Szarża lekkiej brygady jako Lady Octavia Warrenton
- 1938: Korsarz jako Dolley Madison
- 1938: Przygody Tomka Sawyera jako wdowa Douglas (niewymieniona w czołówce)
- 1938: Jezebel jako pani Kendrick
- 1938: Cieszmy się życiem jako Penny Sycamore
- 1941: Obywatel John Doe jako pani Mitchell
- 1943: Niebiosa mogą zaczekać jako Bertha Van Cleve
- 1949: The Big Wheel jako pani Mary Coy
- 1960: Nie jedzcie stokrotek jako Suzie Robinson
- 1963: Koń, który mówi (serial) jako Karen Dooley
- 1966: Batman (serial) jako J. Pauline Spaghetti
- 1967: I Dream of Jeannie (serial) jako matka